# Гарлан Ф. Стоун
Гарлан Фіск Стоун (англ. Harlan Fiske Stone; 11 жовтня 1872, Честерфілд (Нью-Гемпшир) — 22 квітня 1946, Вашингтон)  — американський адвокат і юрист, обіймав посаду судді Верховного суду США з 1925 по 1941 рік, а потім був 12-им Головою Верховного суду США з 1941 року до своєї смерті в 1946 році. Він також обіймав посаду Генерального прокурора США з 1924 по 1925 роки під керівництвом президента Калвіна Куліджа.

## Життєпис
Гарлан Фіск Стоун народився 11 жовтня 1872 року в Честефілді, Нью-Гемпшир. Він був представником дев'ятого покоління в Америці сім'ї Саймона Стоуна, яка прибула до Америки в 1635 році та оселилась у Вотертауні, Массачусетс. В 1778 році Пітер Стоун, прапрадід Гарлана, переїхав із сім'єю до Честерфілда. Більшість предків Гарлана були фермерами, і багато з них обіймали виборні посади в місцевих громадах. В 1874 році, коли Гарлану було 2 роки, його сім'я переїхала на ферму біля Емгерсту, Массачусетс, де він згодом пішов до школи.
В 1888 році Гарлан вступив до Массачусетського сільськогосподарського коледжу (зараз — Массачусетський університет в Емгерсті), але був з нього виключений за хуліганство в 1890 році. Не дивлячись на це, в 1890 році його прийняли до Емгерстського коледжу, коли президент коледжу впевнився, що напад Стоуна на викладача був випадком помилкового впізнавання особи, а академічні успіхи Стоуна справджували його прийняття до коледжу. В коледжі Стоун займався футболом, приєднався до братства Альфа-Дельта-Фі, був головою класу та став випускником Фі Бета Каппа в 1894 році.
В 1894 та 1895 роках викладав природничі науки (фізику, хімію, ботаніку та геологію) та тренував футбольну команду в Ньюберіпорті, Массачусетс. Там він відвідує судові засідання, де знайомиться із окружним прокурором Вільямом Муді, якого пізніше Теодор Рузвельт призначить суддею Верховного суду США. Відвідуючи судові засідання, Стоун переконався, що його справжнє покликання — право.
Гарлан вступає до Колумбійської школи права, оплачуючи своє навчання заробітками, отриманими від викладання історії в академії Аделфі в Брукліні (зараз — Університет Аделфі). В 1898 році Стоун закінчує навчання і стає членом Нью-йоркської асоціації юристів. В 1899 році він одружується із своєю подругою дитинства Аґнес Гарві.
Гарлан починає працювати в престижній юридичній фірмі Sullivan & Cromwell на Волл-Стріт. В той же час він викладає предмет про застави та страховки в Колумбійській школі права, ставши позаштатним професором в 1903 році. Предмети, які він викладав, різнились в залежності від року. Серед таких предметів були: внутрішні справи та особисте право, клопотання та практика на підставі кодексу, клопотання та практика на підставі права справедливості.
Пізніше Стоун приєднується до іншої фірми, Вілмера та Кенфілда, яка згодом стає фірмою Вілмера, Кенфілда та Стоуна. В 1905 році звільняється з Колумбійського університету, щоб присвятити більше часу своїй юридичній практиці. Однак, в 1910 році президент Колумбійського університету Ніколас Батлер переконав Стоуна повернутись до Школи права деканом та професором. Стоун залишався на цій посаді до 1923 року, а також продовжував свою юридичну практику. Будучи деканом, Стоун викладав два предмети: право справедливості та право довірчої власності.
В 1918 році Стоун був призначений до слідчої комісії при Військовому міністерстві США, що розглядала справи осіб, які відмовлялись від військової служби з релігійних чи інших переконань. В той час військова служба в США була обов'язковою, законодавство звільняло від військової служби лише осіб за релігійними переконаннями та тільки тих, хто був членом добре відомих релігійних організацій, чиї принципи забороняють участь у війні. Таким чином, переконання нерелігійного характеру не визнавались підставою для звільнення від військової служби. В грудні 1917 року Військове міністерство США видало інструкції, згідно з якими особисті антивоєнні переконання прирівнювались до законної підстави для відмови від військової служби. В березні 1918 року президент Вільсон видав наказ, який тлумачив підстави для звільнення від військової служби як такі, що включають особисті антивоєнні переконання нерелігійного характеру. Однак, на практиці ці інструкції та наказ не виконувались, та осіб, що відмовлялись від військової служби, застрелювали та ув'язнювали. Відповідно до законодавства особам, що відмовлялись від військової служби на підставі особистих антивоєнних або релігійних переконань, надавалась альтернатива небойової, мирної служби. Проте, багато осіб відмовлялись навіть від альтернативної служби.
Такі справи і розглядала слідча комісія, до якої було призначено Стоуна. Члени комісії багато подорожували до армійських таборів, вислуховували історії людей, які були призвані на військову службу, не дивлячись на їхні релігійні або особисті антивоєнні переконання. За півроку було заслухано справи 2294-х осіб, що відмовлялись від військової служби за релігійними або особистими антивоєнними переконаннями. Пізніше комісія займалась справами тих осіб, що відмовились від військової служби за релігійними або особистими переконаннями, які розглядались у військових судах. Вивчаючи такі справи, Стоун дійшов висновку, що в багатьох випадках справи таких осіб розглядались військовими судами неналежним чином. В таких випадках він рекомендував негайне помилування, якщо слідча комісія доходила до висновку, що ці особи дійсно мали антивоєнні переконання.  
В той же час, в Колумбійському університеті змінюється атмосфера. Президент Колумбійського університету, Ніколас Батлер фактично заявив, що відтепер академічна свобода приноситься в жертву патріотизму. Стоун не погоджувався з цим і в 1918 році виступив із промовою на захист академічної свободи. З Колумбійського університету звільняють викладачів, які звертались до конгресменів із підтримкою заходів, які запобігали відправленню солдат строкової служби на війну в Європі проти їхньої волі. В 1920 році Стоун висловився проти так званих рейдів Палмера — силових акцій, спрямованих проти соціалістів та інших угруповань лівого напрямку. В тому ж році, Стоун засудив виключення з Асамблеї штату Нью-Йорк обраних членів-соціалістів. Стоун не був прихильником соціалізму, але, на його думку, єдиною ефективною відповіддю на загрозу соціалізму було тверде та неупереджене дотримання права.  

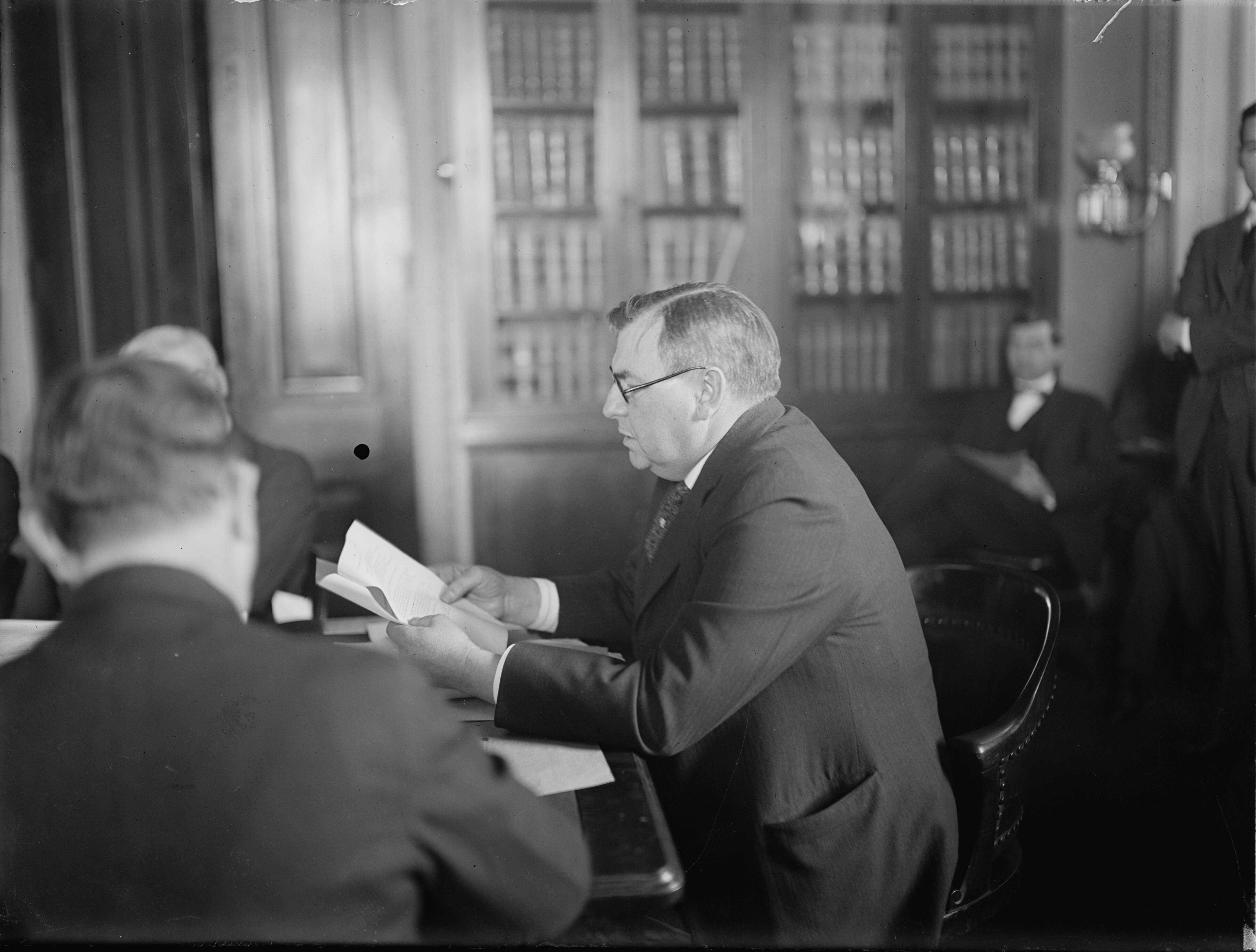
Стоун дає свідчення перед Юридичним комітетом Сенату під час процесу затвердження його кандидатури на посаду судді Верховного суду (28 січня 1925 р.)

В 1923 році Стоун звільняється з Колумбійського університету і стає партнером у фірмі Саллівана та Кромела, очоливши там департамент судових процесів. Однак, через 6 місяців президент Калвін Кулідж, разом з яким Стоун навчався в Емгерстському коледжі, призначив його Генеральним прокурором США. Через менше ніж рік після цього, Кулідж призначив Стоуна суддею Верховного суду США. Стоун став першим кандидатом на пост судді Верховного Суду США, який постав перед Юридичним комітетом Сенату. В комітеті Стоун давав пояснення щодо того, як він вів справу обвинувачення Бьортона Вілера, сенатора від Монтани, у шахрайстві.
Коли в 1930 році звільнився Голова Верховного суду Вільям Говард Тафт, очікувалось, що Стоун посяде його місце. Однак в Тафта були побоювання, що Стоун не зможе переконувати суддів підписуватись під однією думкою. Тафт використав свій вплив проти Стоуна.
В 1941 році Голова Верховного Суду, Чарльз Еванс Г'юз, вийшов на пенсію. Рузвельт консультувався із Г'юзом на предмет того, кого краще призначити Головою Верховного Суду. Г'юз зазначив, що Головою має стати хтось із судів Верховного Суду, віддаючи перевагу Стоуну.  В 1941 році у визнання підтримки Стоуном його програм, а також його доробку як судді, Рузвельт призначив Стоуна Головою Верховного суду США, не дивлячись на те, що в 1940 році збирався призначити на цю посаду тодішнього Генерального прокурора Роберта Джексона. Джексон розглядався багатьма як очевидний наступник Стоуна на посаді Голови Верховного суду. Це породжувало неоднозначне ставлення до нього Стоуна та інших суддів-колег.
22 квітня 1946 року під час оголошення своєї відмінної думки в справі про натуралізацію, Стоун впав, уражений крововиливом у мозок, і помер того ж вечора.

## Діяльність на посаді Генерального прокурора США
Коли Стоун став Генеральним прокурором, він стикнувся не тільки із проблемою корупції, а з тим що Бюро розслідувань (попередник Федерального Бюро Розслідувань) Міністерства юстиції США перетворилося на таємну політичну поліцію. Як пізніше згадував Стоун, «в організації панувало беззаконня, здійснювалось багато видів діяльності, недозволених федеральними законами, і застосовувалось багато практик, які були жорстокими та надзвичайно тиранічними».
Стоун попросив піти у відставку директора Бюро розслідувань Вільяма Дж. Бьорнса, колишнього керівника детективного агентства Бьорнса, і наказав, щоб діяльність Бюро була «суворо обмежена розслідуваннями порушень закону під моїм керівництвом або під керівництвом керівництво помічника Генерального прокурора, який регулярно керує роботою Міністерства юстиції». Стоун також наказав переатестувати весь персонал Бюро, усунути «некомпетентних і ненадійних» і в майбутньому відібрати «людей із завідомо хорошою вдачею та здібностями, надаючи перевагу людям, які мали певну юридичну освіту.» Він призначив молодого співробітника Бюро, Едгара Гувера, виконувачем обов'язків директора для здійснення цих реформ, головним чином через репутацію Гувера в Міністерстві юстиції як чесного та ефективного адміністратора.
Розглядаючи кандидатуру Едгара Гувера на посаду постійного директора Бюро розслідувань, Стоун знав, що він відігравав важливу роль  у рейдах Палмера як керівник відділу загальної розвідки Міністерства юстиції. Роджер Болдвін з Американської спілки захисту громадянських свобод сказав Стоуну, що скептично ставиться до здатності Гувера реформувати Бюро. З відома Стоуна Болдвін зустрівся з Гувером, щоб обговорити майбутнє Бюро. Гувер запевнив Болдвіна, що він грав «неохочу роль» у діяльності Палмера, Догерті та Бьорнса. Він сказав, що шкодує про їхню тактику, але його позиція не дозволяла їй суперечити. Він мав намір допомогти Стоуну створити ефективне правоохоронне агентство, працевлаштувавши випускників юридичних шкіл, розірвавши зв'язки з приватними детективними агентствами та припинивши займатись пропагандою. Найважливішим з точки зору Американської спілки захисту громадянських свобод було те, що «радикальний підрозділ» Бюро буде розпущено. Болдвін написав Стоуну: «Я думаю, що ми помилялися в нашій оцінці його ставлення», і оголосив пресі, що Американська спілка захисту громадянських свобод вважає, що дні «полювання на червоних» Міністерством юстиції закінчилися.
Крім того, Стоун попросив переглянути застосовність федеральних кримінальних законів до діяльності комуністів у США. Різноманітні патріотичні організації закликали переслідувати комуністів згідно з федеральним законом про змову щодо підбурювання до заколоту, але суди постановляли, що цей закон, прийнятий під час громадянської війни, вимагає доказів існування певного плану застосування сили проти уряду. Юристи Міністерства юстиції також відхилили судове переслідування за Законом Логана, прийнятим у 1790-х роках для покарання за зв'язки між американськими громадянами та іноземною державою — ворогом. Ці висновки мотивували Стоуна скасувати внутрішні розвідувальні операції Бюро.
Хоча Генеральний прокурор Стоун припинив розвідувальні операції Міністерства юстиції в 1924 році, не існувало запобіжників від операцій державної, приватної або військової розвідки. Крім того, Бюро розслідувань зберегло свої масивні файли внутрішньої розвідки періоду 1916—1924 років, а також розпливчасті юридичні повноваження проводити розслідування, що виходять за межі виявлення федеральних злочинів, якщо майбутні генеральний прокурор і державний секретар видадуть наказ про таке розслідування.
Крім того, на посаді Генерального прокурора Стоун відстоював позицію свого міністерства у федеральних судах і розпочав антимонопольне розслідування проти компанії Aluminium Company of America, яку контролювала сім'я Ендрю Меллона, який був міністром фінансів Куліджа.

## Діяльність на посаді судді Верховного суду США

### Справи, в яких Стоун сформулював думку більшості
В низці справ Стоун сформулював думку більшості: «Metcalf & Eddy проти Мітчелла» (англ. Metcalf & Eddy v. Mitchell), «Міллер проти Шоне» (англ. Miller v. Schoene), «Вермонт проти Нью-Гемпшира» (англ. Vermont v. New Hampshire), «Connecticut General Life Insurance Company проти Джонсона» (англ. Connecticut General Life Insurance Company v. Johnson), «США проти Carolene Products Company» (англ. United States v. Carolene Products Company), «Гансберрі проти Лі» (англ. Hansberry v. Lee), «Гелверінг проти Хорста» (англ. Helvering v. Horst), «США проти Darby Lumber Co» (англ. United States v. Darby Lumber Co) та ін. Найвпливовішими стали думки Стоуна, сформульовані в справах «США проти Carolene Products Company» та «США проти Darby Lumber Co».

#### «США проти Carolene Products Company»
В справі «США проти Carolene Products Company» головним правовим питанням було, чи може Конгрес забороняти поставки знежиреного молока з наповнювачами (рослинних жирів) між штатами. Верховний суд США постановив, що в Конгресу були повноваження забороняти таки поставки. Стоун вказав, що повноваження Конгресу регулювати торгівлю означає прописувати правила, якими має керуватись торгівля, і таке повноваження розповсюджується на заборону поставок в рамках такої торгівлі.
Крім того, Стоун зазначив, що Конгрес прийняв закон про таку заборону після значного розслідування про вплив такого молока на здоров'я, в ході якого були заслухані свідчення відомих вчених та експертів в галузі охорони здоров'я. Стоун відкидає аргумент про непослідовність Конгресу в забороні продуктів, які вважаються шкідливими для здоров'я. «Законодавець може завдати удару по тому зловживанню, що він виявив, навіть, якщо він не спромігся завдати удару по іншому зловживанню» — написав Стоун.
Далі Стоун сформулював принцип презумпції конституційності закону: законодавство, яке зачіпає звичайні торгівельні операції, не повинно визнаватись неконституційним, інакше як, коли в світлі відомих або загальноприпущених фактів характер такого законодавства виключає припущення, що воно ґрунтується на певній раціональній основі в межах знань і досвіду законодавців. Однак, цей принцип був сформульований із застереженням, що міститься в примітці під номером 4, яка стала знаменитою в американській конституційній юриспруденції. В застереженні вказується, що презумпція конституційності може бути вужчою, коли йдеться про законодавство, яке формально підпадає під спеціальні конституційні заборони, особливо ті, що містяться в перших десяти поправках до Конституції США. Думку Стоуна в цій справі називають одним з його великих внесків до американської юриспруденції.

#### «США проти Darby Lumber Co»
В справі «США проти Darby Lumber Co» розглядалось два головних питання: (1) чи має Конгрес конституційні повноваження забороняти поставки між штатами пиломатеріалів, вироблених працівниками, чия заробітна плата нижча встановленого мінімуму або тижнева кількість робочих годин із такою оплатою праці більше встановленого максимуму; та (2) чи має Конгрес повноваження забороняти наймання робітників у виробництві товарів «торгівлі між штатами» за оплату праці та години, відмінні від встановлених федеральними стандартами праці. Верховний суд США одностайно дав ствердну відповідь на обидва питання.
В думці, сформульованій Стоуном, вказувалось, що хоча виробництво саме по собі не є торгівлею між штатами, постачання промислових товарів між штатами є такою торгівлею, і заборона такого постачання Конгресом, безсумнівно, є регулюванням торгівлі. Стоун відкинув аргумент, що метою заборони, про яку йдеться в цій справі, було регулювати оплату праці та години праці в місцевому виробництві, а це підпадає під сферу регулювання штату Джорджія. Він зазначив, що мотив та мета регулювання комерції це питання розсуду законодавця, і Конституція США не накладає обмежень на такий розсуд, а суди не мають контролю над законодавчим розсудом.
Щодо другого питання, Стоун вказав, що повноваження Конгресу щодо міжштатної торгівлі не обмежується регулюванням торгівлі між штатами. Воно поширюється на ті види діяльності всередині штату, які настільки впливають на міжштатну торгівлю або на здійснення повноважень Конгресу щодо неї, що регулювання такої діяльності становить належний засіб для досягнення законної мети, а саме, здійснення повноважень Конгресу регулювати міжштатну торгівлю.

### Справи, в яких Стоун не погодився із рішенням більшості та сформулював відмінну думку

##### Справа «США проти Батлера»
В справі «США проти Батлера» (англ. United States v. Butler) розглядалось питання конституційності встановлення податку на обробку сільськогосподарської продукції, кошти від надходження якого мали використовуватися для виплат фермерам, які зменшили площу оброблюваної землі (відповідно до інструкцій Міністерства сільського господарства), і, відповідно, в них зменшувався обсяг врожаю. Верховний суд США, більшістю у співвідношенні 6 до 3-х, постановив, що встановлення такого податку є антиконституційним, оскільки, по суті, це не є податком, а методом регулювання виробництва сільськогосподарської продукції. Стоун був одним із тих, хто не погодився із рішенням більшості та сформулював свою відмінну думку. Він почав свій аналіз із формулювання двох принципів, якими слід керуватись, при визначенні конституційності тих чи інших законодавчих положень: (1) суд мають турбувати лише повноваження приймати закон, а не мудрість закону; (2) єдине обмеження судової влади, на відміну від законодавчої та виконавчої влади, — це самообмеження. Він також зазначив, що неадекватні закони мають скасовуватись не судами, а шляхом голосування і демократичних процесів. Далі Стоун вказав на те, що більшість дійшла висновок про неконституційність податку не тому, що в Конгресу не було повноважень встановлювати такий податок, а тільки тому, що не схвалюється те, як планується використовувати надходження від такого податку. На думку Стоуна, встановлення такого податку не перестає бути вираженням повноважень Конгресу з оподаткування тільки тому, що його надходження будуть витрачатись на загальний добробут, а не на інші урядові цілі. Крім того, Стоун вказав на те, що якщо й буде досягнуто якесь регулювання, то це відбудеться не через сам факт встановлення податку, а через метод витрат надходжень від податку.

#### Справа «Шкільний округ Майнерсвіль проти Ґобітіса»
В справі «Шкільний округ Майнерсвіль проти Ґобітіса» (англ. Minersville School District v. Gobitis) розглядалось питання конституційності штатних законів, які вимагають від учнів віддавати честь прапору США та давати клятву вірності прапору США, якщо це суперечить релігійним переконанням учня, який належав до Свідків Єгови. Верховний суд США постановив, що така практика не порушувала Конституцію США. Стоун був єдиним суддею, хто не погодився із думкою більшості та сформулював власну відмінну думку. На думку Стоуна, штатні закони, що примушували учнів віддавати честь прапору США та давати клятву вірності прапору США не тільки придушували свободу слова та забороняли вільне сповідування релігії, а й змушували дітей демонструвати ставлення, якого вони не поділяли, та яке суперечило їхнім найглибшим релігійним переконанням. Стоун зазначив, що конституційні гарантії свободи особистості не дозволяють владі вдаватися до освітніх чи дисциплінарних заходів, що дорівнюють примусу робити публічні заяви, які суперечать релігійним переконанням. В 1943 році, тобто через 3 роки, рішення в цій справі було скасовано рішенням в справі «Західно-Вірджинська рада з освіти проти Барнетта» (англ. West Virginia State Board of Education v. Barnette) і таким чином, позиція Стоуна стала законом.

## Діяльність на посаді Голови Верховного суду США
Однієї з характерних рис Верховного суду США під головуванням Стоуна стала велика кількість окремих та відмінних думок, що свідчило про значні спори між суддями. Судді все частіше розділялись між більшістю та меншістю, при цьому групи більшості та меншості не були сталими, і в залежності від питання, певні судді могли приєднуватись то до більшості, то до меншості. Крім того, між суддями (особливо, між Блеком, Дуґласом, Франкфуртером і Джексоном) були і особисті конфлікти. Зазвичай ці конфлікти не виходили за межі нарадчої кімнати. Однак деякі конфлікти, наприклад, конфлікт з приводу написання листа з нагоди виходу на пенсію судді Робертса, ставали публічними.
Лідерський стиль Стоуна відрізнявся тим, що він применшував свою роль як лідера, а виступав, скоріше, модератором. Стоун цінував вільні дискусії. Однак, за головування Стоуна наради стають довшими, ніж вони були за головування Г'юза. У своєму щоденнику, суддя Фелікс Франкфуртер зазначав: «Довгі години наших нарад здаються мені дуже поганим методом ведення справ, якими ми маємо займатись, і я дуже стурбований майбутнім, якщо Голова не встановить чіткого правила, що наради мають припинятись через чотири години…». З іншого боку, суддя Вільям Дуґлас схвально відгукувався про те, як проводились наради за головування Стоуна: він писав, що «толерантність Стоуна до повних і вільних дискусій створила дуже здорове середовище для роботи суддів».    
Стоун продовжував робити свій внесок в американську юриспруденцію і на посаді Голови Верховного суду. Перебуваючи на посаді, Стоун написав 145 думок, з яких 96 — були формулюванням думки більшості.  У справі «США проти Класика» (англ. United States v. Classic) він постановив, що Конгрес має повноваження регулювати праймериз, якщо вони є частиною загального механізму обрання виборних федеральних чиновників — це була суттєва перемога афроамериканських виборців, які були позбавлені виборчих прав під час «білих праймериз» на Півдні. Однак коли військові повноваження виконавчої влади та Конгресу конфліктували з громадянськими свободами під час Другої світової війни, Стоун часто ставав на бік уряду. Його найбільш суперечливі рішення стосувалися конституційно безпрецедентних справ про німецьких диверсантів, (англ. Ex parte Quirin) (1942); судовий процес у справі військових злочинів японського генерала Ямасіти (англ. In re Yamashita) (1946); і запровадження комендантської години для американців японського походження та їх недопущення до західного узбережжя (справа «Хірабаясі проти США», англ. Hirabayashi v. United States) (1943). На думку Стоуна, якщо вже Конституція надавала Конгресу та виконавчій владі військові повноваження, і, якщо ці повноваження розумно застосовувалися, судді повинні тлумачити їх з повним усвідомленням особливих характеристик таких повноважень.
Водночас, Стоун відзначився своїм негативним ставленням до Нюрнберзького процесу та до факту участі в ньому одного з суддів Верховного суду, Роберта Джексона головного обвинувача від США. Із Стоуном не консультувались щодо призначення Джексона Головним прокурором США на Нюрнберзькому процесі. Сам процес Стоун вважав нелегітимним судом, в якому переможці судять переможених. Він відмовився привести до присяги американських представників в суддівській колегії. Приватно Стоун зізнавався: «Джексон поїхав, виконує свою лінчувальну роль у Нюрнберзі. Мені байдуже, що він робить з нацистами, але мені не подобається спостерігати, як він прикидається ніби здійснює судовий розгляд і виконує процедури відповідно до принципів загального права. Таке лицемірне шахрайство не відповідає моїм старомодним поглядам.»

## Номінації та нагороди
Стоун отримав почесні ступені Емгерстського коледжу, Єльського університету, Колумбійського університету та Вільямс-коледжу.

## Особисте життя
Дружина: Аґнес Гарві.
Старший син: Маршалл Гарві Стоун (8 квітня 1905 — 9 січня 1989) — американський математик.
Молодший син: Лосон Гарві Стоун (1904 — 7 листопада 1999) — американський юрист.
Брат: Вінтроп Елсворт Стоун — президент Університета Пердью.

## Вшанування пам'яті
В 1925 році в Колумбійській школі права започатковано навчальний судовий процес ім. Гарлана Ф. Стоуна. На честь Стоуна в 1946 році встановлені стипендії Колумбійської школи права, що присуджується студентам, які демонструють високий рівень академічних показників. Щоосені Єльська юридична школа присуджує Премію Гарлана Фіска Стоуна переможцям навчального судового процесу ім. Морріса Тайлера. На честь Стоуна названа одна з будівель Емгерст-Коледжу.

## Праці Стоуна
Гарлан Ф. Стоун — автор численних статей та кількох книжок.

### Вибрані книги
- «Право та здійснення правосуддя» (англ. Law and its Administration; 1915).
- «Державний контроль за бізнесом» (англ. Public Control of Business; 1940).

### Вибрані статті
- «Деякі етапи юридичної освіти» (англ. Some Phases of Legal Education; 1922) — в журналі American Law School Review.
- «Майбутнє юридичної освіти» (англ. The Future of Legal Education; 1924) — в журналі American Bar Association Journal.
- «Загальне право в Сполучених Штатах» (англ. The common law in the United States; 1936) — в журналі Harvard Law Review.

## В популярній культурі
У фільмі Ларрі Коена 1977 року «Приватні файли Джона Едгара Гувера» (англ. The Private Files of J. Edgar Hoover) Стоуна зіграв американський актор Ллойд Нолан.
В американському телефільмі 1995 року «Трумен» (англ. Truman) Стоуна зіграв актор Річард В. Голмес.
В американському телефільмі 1995 року «Хіросіма» (англ. Hiroshima) Стоуна зіграв актор Дж. Вінстон Керол.
У фільмі Клінта Іствуда 2011 року «Дж. Едгар» (англ. J. Edgar) Стоуна зіграв американський актор Кен Говард.